# 다카사고시
다카사고시(일본어: 高砂市)는 일본 효고현 남부의 하리마나다와 접한 시이다. 결연과 부부 화합의 다카사고 신사로 알려져 있으며, 히가시하리마 현민국 관할 지역에 속한다.
세토 내해 연안의 온난한 기후로 겨울에도 비교적 온화하지만 강수량이 비교적 적다. 요네다정 요네다는 일설에 의하면 미야모토 무사시의 탄생지로 여겨진다. 가코가와시 또는 히메지시와의 편입·합병 이야기도 있지만 중공업 부진에 의한 세수 감소와 주민 간 감정 등 여러 사정으로 진전되지 않고 있다. 또 도심 회귀 경향 때문에 인구 증가도 바랄 수 없는 상황이다.

## 지리
남쪽은 하리마나다와 접하고 동쪽에는 가코강이 흐른다. 중앙부에는 서일본 여객철도의 산요 본선·산요 신칸센, 산요 전기철도 본선이 동서로 지난다.
북부는 바위산, 중앙부는 주택지, 남부는 임해 공업지역이다.

## 역사
가코강 하구부에 위치하고 옛날에는 어업의 거점으로 에도 시대에는 가코강의 수운 교통을 기반으로 한 물자 집산지이자 또 히메지번의 어용장이 설치된 거점 도시로 번영하였다.
1954년 7월 1일에 가코군 다카사고정, 아라이촌, 인난군 소네정, 이보촌이 합병하면서 시로 승격해 다카사고시가 되었다.

## 교통

### 철도
- 서일본 여객철도 JR 고베선(산요 본선)
- 산요 전기 철도 본선

### 도로
- 국도 2호선
- 국도 제250호선 (일본)(일본어판)

## 인구
| 연도 | 인구     | ±% |
| ---- | -------- | -- |
| 1970 | 68,900명 | —  |
| 1975 | 77,080명 | —  |
| 1980 | 85,463명 | —  |
| 1985 | 91,434명 | —  |
| 1990 | 93,273명 | —  |
| 1995 | 97,632명 | —  |
| 2000 | 96,020명 | —  |
| 2005 | 94,813명 | —  |
| 2010 | 93,901명 | —  |
| 2015 | 91,030명 | —  |
| 2020 | 87,722명 | —  |